# Campionati statunitensi di ginnastica artistica 1998
I John Hancock U.S. Gymnastics Championships sono la 36ª edizione dei Campionati statunitensi di ginnastica artistica. Si svolgono alla Market Square Arena di Indianapolis, dal 19 al 22 agosto 1998.

## Accesso alla squadra nazionale
I primi 20 classificati in tutte le categorie entrano a far parte della squadra nazionale.

## Programma
Tutti gli orari sono in UTC-6.
| Giorno    | Ora   | Gara                             |
| --------- | ----- | -------------------------------- |
| 19 agosto | 13.00 | Prima Giornata Uomini (Junior)   |
| 19 agosto | 19.00 | Prima Giornata Uomini (Senior)   |
| 20 agosto | 13.00 | Prima Giornata Donne (Junior)    |
| 20 agosto | 19.00 | Prima Giornata Donne (Senior)    |
| 21 agosto | 19.00 | Seconda Giornata Uomini (Senior) |
| 22 agosto | 13.00 | Seconda Giornata Donne (Junior)  |
| 22 agosto | 18.00 | Seconda Giornata Donne (Senior)  |

## Podi

### Uomini Senior
| Evento                | Oro                 | Punteggio | Argento       | Punteggio | Bronzo              | Punteggio |
| Concorso individuale  | Blaine Wilson       | 112.425   | Jason Gatson  | 109.625   | Jay Thornton        | 107.750   |
| Corpo libero          | Jason Gatson        | 9.700     | Brent Klaus   | 9.525     | Brendan O'Neill     | 9.500     |
| Cavallo con maniglie  | John Roethlisberger | 9.575     | Blaine Wilson | 9.525     | Stephen McCain      | 9.400     |
| Anelli                | Jeff Johnson        | 9.650     | Blaine Wilson | 9.550     | John Roethlisberger | 9.400     |
| Volteggio             | Brent Klaus         | 10.000    | Jason Gatson  | 9.700     | Jay Thornton        | 9.650     |
| Parallele simmetriche | Blaine Wilson       | 9.550     | Sean Townsend | 9.250     | Jay Thornton        | 9.100     |
| Sbarra                | Jason Gatson        | 9.400     | Jim Foody     | 9.300     | Jay Thornton        | 9.250     |

### Donne Senior
| Evento                 | Oro               | Punteggio | Argento          | Punteggio | Bronzo            | Punteggio |
| Concorso individuale   | Kristen Maloney   | 76.749    | Vanessa Atler    | 75.762    | Dominique Moceanu | 75.162    |
| Volteggio              | Dominique Moceanu | 9.537     | Vanessa Atler    | 9.525     | Jennie Thompson   | 9.437     |
| Parallele asimmetriche | Elise Ray         | 9.850     | Alyssa Beckerman | 9.750     | Jeanette Antolin  | 9.675     |
| Trave d'equilibrio     | Dominique Moceanu | 9.800     | Kristen Maloney  | 9.725     | Jeana Rice        | 9.425     |
| Corpo libero           | Vanessa Atler     | 9.850     | Jamie Dantzscher | 9.600     | Dominique Moceanu | 9.425     |